# Певна Антоніна Миколаївна
Антоні́на Миколаї́вна Певна (Ніна Машкевич) (* 29 (16) червня 1897, Северинівка, Поділля — † 12 вересня 1982, Перегрьобне, Ханти-Мансійський автономний округ) — українська співачка (мецо-сопрано), театральна акторка.

## Початки
Народилася в багатодітній заможній родині. Отримала блискуче світське виховання, знала кілька іноземних мов — володіла німецькою, англійською, французькою, вільно говорила польською, чеською, російською мовами — окрім української.
Закінчила Бестужевські курси, Ніна Машкевич, запрошена до складу Української республіканської капели під керівництвом Олександра Кошиця у Києві, вже 1913 року виступала.
Гастролювала з капелою по всій Європі — Англія, Бельгія, Голландія, Ірландія, Німеччина, Франція, Чехія, Швейцарія.

## Чехословаччина та Польща
1920 року по закінченні гастролей у Празі колектив приїздить до Закарпаття, де в цьому часі активно діяло товариство «Просвіта», на запрошення якого частина складу капели Кошиця, в тому числі й Антоніна Машкевич, залишилась в Ужгороді, заснувавши музично-драматичне товариство «Кобзар».
27 грудня 1920 року в Ужгороді на основі товариства «Кобзар» створено театр «Просвіти», 15 січня 1921 відкрито перший театральний сезон виставою «Ой не ходи Грицю..», головну роль Марусі зіграла акторка Машкевич.
В 1921—1923 роках на посаді директора та головного режисера працював Микола Садовський, тоді для підсилення трупи він сприяв звільненню з полону кількох акторів, серед них був Микола Певний, майбутній режисер.
Ніна Машкевич поєднала все своє подальше життя з Миколою Певним. В Ужгороді вони прожили до 1927 року, працюючи в Руському театрі.
1927 року подружжя Певних виїздить до Варшави, Микола Григорович працює в часописі «Українська нива» — редактором був його брат Петро Певний. Редакція «Української ниви» переїздить до Луцька, Микола Певний займається створенням Волинського українського театру.
18 листопада 1928 року відбувається в Луцьку перша вистава — за п'єсою Л.Старицької-Черняхівської «Гетьман Дорошенко». Останньою була «Вій» за повістю Миколи Гоголя — в травні 1939 року у Ковелі.
Трупа літом 1939 йде на канікули, але восени вже не зібралася на десятий сезон — радянській владі не потрібний «утворений буржуазними націоналістами театр», який «служив польській дефензиві». Деякі актори увійшли у колектив Волинського обласного театру, сліди інших загубились.
Подружжя Певних залишилося без засобів для існування, 1940 року на залишки заощаджень виїздять до Києва, оселяються у брата Олександра.

## Покара
Чоловік її розстріляний, на початку 1940-х років репресована й вона, опинилася в селищі Перегребному, де прожила понад 40 років і вже ніколи не повернулася в Україну. 2 червня 1942 року її разом з Марією Полечнюк висадили на пристані ріки Об у селищі Перегребноє, де вона прожила у четвертинці бараку до самої смерті.
Їдучи на заслання, замість теплого одягу поклала до валізи два альбоми з фотографіями та театральні костюми — в них вона працювала за відсутності іншого одягу на початку заслання.
Вижила завдяки простим сибірякам, які цінували шляхетність, поважали замкнутість, захоплювалися її винятковістю.
Після її смерті 1982 року, прості люди дбайливо зберегли все, що залишила в спадок Ніна.
У трудовій книжці, що збереглася, у графі «професія» запис — артистка драми, далі ще 13 записів про те, що працювала на обробці риби «счетним работником».
Була зарахована в Микоянівський будинок культури, проте, за свідченнями односельців, швидко повернулася — не змогла знести хамство начальників. Знов робила в Перегребнівському рибоучастку — до 1957 року, коли їй було нараховано пенсію — 261 рубль (пореформенних 35,50 рублів).
Навчала по вечорах українських танців і пісень.

## Вшанування
В кінці березня 2009 року на могилі Ніни Певної священик української греко-католицької церкви отець Іван Ковба відправив парастас.
В її архіві зберігся щоденник, в які вона, зокрема, записала про свою долю:

| «Не приголубила, а тяжко покарала-осиротила. Вигнала з рідної хати. Літа проходять марно ні собі, ні людям…» |
Старанням начальника управління культури міста Сургута Ганни Литвин матеріали, пов'язані з Ніною Певною, повернуті в Україну.
Леся Бонковська написала п'єсу «Загублена в снігах Сибіру» про долю Антоніни Певної.
В грудні 2010 року у приміщенні Волинського українського музично-драматичного театру ім. Т. Шевченка відбулася акція під назвою: «Родина Певних. Повернення з небуття.» В акції брав участь, зокрема, народний артист України Глова Степан Іванович.